# Халифа, Лабид
Лабид Халифа (араб. لبيد خليفة‎; род. 1 января 1955, Марокко) — марокканский футболист, играл на позиции защитника, участник чемпионата мира 1986 года.

## Биография

### Игровая карьера
На клубном уровне Халифа выступал за «Кенитру», в которой играл на протяжении 14 сезонов и выиграл два чемпионских титула в 1981 и 1982 годах.
В составе сборной Марокко принимал участие на чемпионате мира 1986 года, где сыграл во всех матчах группового этапа и в 1/4 финальном матче со сборной ФРГ (0:1). Всего за сборную Марокко сыграл 28 матчей, в которых забил 3 гола.

## Достижения
«Кенитра»
- Чемпион Марокко (2) : 1980/81, 1981/82